# أنبور
أنبور (الاسم العلميAlphitophagus) جنس خنافس من فصيلة الغبشيات جميعها صغيرة القد تطول من 2 إلى 5 مم. ثوبها حنطي يعلوه بقع أو خيوط عرضية شديدة السمرة. يرقاتها صغيرة مؤذية تعيش تحت لحاء الاشجار وفي مخازن الحنطة وعلى الحبوب المكسورة.